# 여사부일체
여사부일체는 OCN에서 하는 드라마이다. 기획 의도는 세 주인공의 우애와 성장한 프로그램이다.